# ISO/TS 16949
ISO/TS 16949:2002 – specyfikacja techniczna ISO, która ujednolica istniejące amerykańskie (QS-9000), niemieckie (VDA6.1), francuskie (EAQF) i włoskie (AVSQ) normy systemów jakości w branży motoryzacyjnej w obrębie globalnego przemysłu motoryzacyjnego, w celu wyeliminowania potrzeby wielokrotnych certyfikacji dla spełnienia wymagań klienta.
Wraz z normą ISO 9001:2008 specyfikacja ISO/TS 16949:2009 określa wymagania wobec systemu jakości dla produktów z zakresu projektowania lub opracowywania, produkcji, instalacji i serwisowania w przemyśle motoryzacyjnym. Poza tym istnieją także indywidualne wymagania klienta, które są wymagane przez poszczególnych producentów pojazdów.

## ISO TS 16949 a ISO 9001
ISO TS 16949 jest specyfikacja techniczną, która w znacznej części opiera się na strukturze i wymaganiach normy ISO 9001:2008. ISO 9001 zawiera wymagania jakościowe, natomiast specyfikacja techniczna ISO TS 16949 stanowi ich techniczne uzupełnienie o wymagania branży motoryzacyjnej, które są bardziej wymagające pod kątem dokumentacyjnym (specyficzne procedury i zapisy) oraz zawierają dodatkowe wymagania z zakresu statystycznej kontroli procesów.

## Dodatkowe wymagania
- wymagania dotyczące programowania i realizacji poziomu brakowości zdefiniowanej w PPM (liczba braków na 1 mln wyprodukowanych wyrobów)
- przeprowadzenie pełnej analizy przyczynowo-skutkowej dla ustalenia powodów powstania braków
- stosowanie technik statystycznych (SPC)
- zapewnienie ciągłości metrologicznej dla wykonywanych pomiarów
- pełna identyfikacja dostaw

Wdrożenie wymagań systemu ISO TS 16949 zakończone jest złożeniem wniosku o przeprowadzenie audytu certyfikującego. Jednak aby przystąpić do audytu certyfikującego dana firma produkcyjna musi posiadać system zarządzania jakością od przynajmniej 12 miesięcy.